# Bernartice nad Odrou
Bernartice nad Odrou (in tedesco Bernsdorf) è un comune della Repubblica Ceca facente parte del distretto di Nový Jičín, nella regione della Moravia-Slesia.